# رابی فوی
رابی فوی (انگلیسی: Robbie Foy؛ زادهٔ ۲۸ اکتبر ۱۹۸۵) بازیکن فوتبال اهل اسکاتلند است.

## باشگاهی
از باشگاه‌هایی که در آن بازی کرده‌است می‌توان به باشگاه فوتبال رکسهام، باشگاه فوتبال اسکانتورپ یونایتد، و باشگاه فوتبال لیورپول اشاره کرد.

## تیم ملی
وی همچنین در تیم ملی فوتبال زیر ۲۱ سال اسکاتلند بازی کرده‌است.